# Nipops
『nipops』（ニポップス）は、2003年4月23日発売された石井竜也6枚目のアルバム。
本項は同年5月21日に発売された当作のアップグレード盤『super nipops』（スーパーニポップス）についても記述する。

## 解説
nipopsは「日本のポップス」に由来する造語。石井曰く、「『J-POP』ってなんか繕ってる感じがする」。「ニッポン人のニッポン人によるニッポン人のためのポップス」をテーマに展開してきた『nipops』シリーズのアルバム。オリジナル曲とカヴァー曲の複合構成。曲の再構築にあたり、アレンジに気を使ったとのこと。

## 収録曲
作詞・作曲：石井竜也（特記以外） 
1. RIVER
（編曲：渡辺善太郎）
14th、15thシングル。
2. 異邦人
（作詞・作曲：久保田早紀　編曲：渡辺善太郎）
オリジナル：久保田早紀
コンピレーションアルバム『COVER WHITE　男が女を歌うとき』にも収録。
3. FRIENDS
（編曲：渡辺善太郎）
進路によって引き裂かれる友情関係を歌った曲。
4. 悲しい色やね　
（作詞：康珍化　作曲：林哲司　編曲：今井裕）
オリジナル：上田正樹
5. 夢の迷い道で
（編曲：光田健一）
13thシングル。
6. みずいろの雨（album mix）
（作詞：三浦徳子　作曲：八神純子　編曲：光田健一）
オリジナル：八神純子
14thシングル2曲目のアルバムヴァージョン。
7. 君をのせて（nipops version）
（作詞：宮崎駿　作曲：久石譲　編曲：光田健一）
オリジナル：井上あずみ
『super nipops』未収録。
12thシングルカップリング曲のアルバムヴァージョン。
ヴァイオリンとチェロが追加されている。
8. 花MORE 嵐MORE
（編曲：渡辺善太郎）
ベスト・アルバム『石 〜Best of Best〜』収録。
『super nipops』ライナーノーツによると、「自分のコンサートの隠れた名曲としてファンの間でもずっと伝説になっていた幻の曲」とのこと。
9. 浪漫飛行（nipops version）
（作詞・作曲：米米CLUB　編曲：今井裕）
オリジナル：米米CLUB
『super nipops』未収録。
10. シルエット・ロマンス
（作詞：来生えつこ　作曲：来生たかお　編曲：渡辺善太郎）
オリジナル：大橋純子
13thシングルの2曲目。
11. 風の街
（編曲：光田健一）
季節感のある楽曲を避けてきた[3]石井には珍しい「冬をイメージした」フォークっぽい曲。ちなみに歌詞の内容はノンフィクションとのこと[4]。
12. DOWN TOWN
（作詞：伊藤銀次　作曲：山下達郎　編曲：コンダキヨト）
オリジナル：シュガー・ベイブ

## super nipops
『nipops』シリーズの集大成として発表された、CD2枚組。オリジナル・カヴァー各10曲、全20曲収録。完全生産限定盤でシリアルナンバー入り。三方背BOX、デジパック仕様。石井によるライナーノーツ収載入りブックレット同梱。

## 収録曲
『nipops』収録曲についての解説は割愛。

### Disc1 (ORIGINAL SONGS SIDE)
作詞・作曲：石井竜也
1. この世のHEAVEN
（編曲：光田健一）
ベスト・アルバム『石 〜Best of Best〜』、『石弐 〜Best of Best〜』にも収録。
ライナーノーツによると、この曲を作ったのは米米CLUBを解散して自分の活動を模索していた1998年頃であり、「自分の中では忘れられない」曲。
2. 夢の迷い道で
（編曲：光田健一）
3. RIVER
（編曲：渡辺善太郎）
4. 誘惑の女
（編曲：今井裕）
ライナーノーツによると、「この曲ほど歌謡曲を意識した曲はなく、今回のような企画が無かったら一生お蔵入りになっていた曲かもしれない」とのこと。
5. 風の街
（編曲：光田健一）
6. ハランバンジョウ
（編曲：今井裕）
この企画のために書き下ろした曲[5]。
7. 雨に流そう
（編曲：コンダキヨト）
雨にも降られ、「彼女にもフラれた」というフラれフラれな男の心情を描いた曲。
8. 花MORE　嵐MORE
（編曲：渡辺善太郎）
9. FRIENDS
（編曲：渡辺善太郎）
10. 星空
（編曲：渡辺善太郎）
石井はライナーノーツにて、「完璧フェミニズムに彩られたスケコマシの歌で、この世界を歌わせたらちょっと自信がある」と綴っている。

### Disc2 (COVER SONGS SIDE)
1. 異邦人
（作詞・作曲：久保田早紀　編曲：渡辺善太郎）
2. 恋人も濡れる街角
（作詞・作曲：桑田佳祐　編曲：渡辺善太郎）
オリジナル：中村雅俊
3. DOWN TOWN
（作詞：伊藤銀次　作曲：山下達郎　編曲：コンダキヨト）
4. シルエット・ロマンス
（作詞：来生えつこ　作曲：来生たかお　編曲：渡辺善太郎）
5. 京都慕情
（作詞・作曲：The Ventures　日本語詞：林春生　編曲：今井裕）
オリジナル：渚ゆう子
6. ハチのムサシは死んだのさ
（作詞：内田良平　補作詞：むろふしチコ　作曲：平田隆夫　編曲：コンダキヨト）
オリジナル：平田隆夫とセルスターズ
石井はライナーノーツにて「反体制的な曲に聞こえてくる」とこの曲を評している。
曲の途中で出てくるラップはUMEによるもの。
7. 人形の家
（作詞：なかにし礼　作曲：川口真　編曲：渡辺善太郎）
オリジナル：弘田三枝子
8. 悲しい色やね
（作詞：康珍化　作曲：林哲司　編曲：今井裕）
9. みずいろの雨（album mix）
（作詞：三浦徳子　作曲：八神純子　編曲：光田健一）
10. 愛してる（nipops version）
（作詞・作曲：米米CLUB　編曲：光田健一）
オリジナル：米米CLUB